# Gustav Körte
Gustave Körte (Berlin, 8 février 1852 - Göttingen, 15 août 1917) est un archéologue prussien.

## Biographie
Gustav Körte est l'un des dix enfants du médecin Friedrich Körte (1818-1914) et de son épouse Marie, née Thaer (1832-1898). Il comptait parmi ses frères et sœurs le chirurgien Werner Körte (de) (1853-1937), l'architecte Friedrich Körte (1854-1934), le peintre Martin Körte (1857-1929), le maire de Königsberg Siegfried Körte (1861-1919) et le philologue classique Alfred Körte (1866-1946).
Il étudie d'abord l'archéologie et la philologie ancienne à Göttingen puis devient élève d'Heinrich Brunn à Munich. Il suit aussi les cours de Georg Curtius, Theodor Mommsen et A. Kirchhoff à l'université de Berlin.
Il voyage ensuite en Italie et en Grèce et devient assistant à l'Institut archéologique allemand à Athènes (1877-1879). Titulaire de la chaire d'archéologie à l'université de Rostock (1881), professeur d'archéologie classique à l'université de Göttingen, il dirige l'Institut archéologique allemand à Rome de 1905 à 1907.
Avec son frère Alfred, il ouvre les fouilles de Gordion et se spécialise sur les Étrusques.

## Travaux
- Rilievi delle urne etrusche, 1890-1916
- Gordion, avec Alfred Körte, 1904